# Maxie Vaz
Maxie Vaz (1923 - Mombassa, 21 juli 1991) was een Indiaas hockeyer. 
Vaz won in 1948 met de Indiase ploeg de olympische gouden medaille.

## Resultaten
- 1948  Olympische Zomerspelen in Londen